# R. K. Narayan
  R. K. Narayan  (tàmil: ஆர். கே. நாராயணன்)  (Chennai, 10 d'octubre de 1906 - Chennai, 13 de maig de 2001) va ser un escriptor indi en llengua anglesa.

## Biografia
La família de R. K. Narayan pertanyia a la casta braman. El pare de Narayan, un professor d'escola pública, és traslladat regularment a llocs nous i llunyans. Per tant, el jove Narayan és criat pels membres de la seva família.
El 1910, Narayan va anar a la casa de la seva àvia a Chennai, amb unes quantes persones entre les quals dos dels seus oncles, un mico (la seva mascota) i un paó. La seva àvia és una molt bona intèrpret d'horòscops a més d'una matrimoniera assertiva, que no dubta a assessorar els seus veïns en qüestions religioses i astrològiques. Va ser en aquest moment quan va començar a tenir cura de l'educació del seu net, ensenyant-li l'alfabet tàmil i els clàssics de la literatura índia.
El 1913, Narayan va entrar a una escola primària luterana. A partir d'aquí, comença a parlar i llegir en anglès. Més tard, es va convertir en un àvid lector de literatura anglesa. Entre els seus autors preferits es troben: Charles Dickens, Hardy, Walter Scott, els poetes romàntics així com Shakespeare. Durant les vacances d'estiu, Narayan s'uneix a la seva família en pobles llunyans per conèixer el seu pare, que ha estat traslladat i nomenat director de l'escola.
Almenys podia veure els seus pares i divertir-se amb els seus germans (6 germans i 2 germanes). Quan el seu pare es converteix en el director de l'escola secundària Maharaja de Mysore, el nen va allà per ser rebut en aquesta escola i ràpidament s'enamora de la bellesa d'aquesta ciutat vorejada per muntanyes. Narayan era un estudiant força mediocre, com ell mateix reconeixia a les seves memòries, però els professors van ser molt indulgents amb el fill del director.
El 1925, després del batxillerat, el jove Narayan va suspendre el seu primer examen d'accés a la universitat, cosa que li va permetre tenir temps lliure. Després devora revistes literàries angleses i americanes, i comença a escriure algunes històries. Els envia a les editorials de Londres, sense èxit. El 1926 va aprovar l'examen d'ingrés i va estudiar a la Universitat de Maharaja a Mysore (període que descriu a la seva novel·la The Bachelor of Arts). Un estudiant mitjà passa la major part del seu temps somiant despert, admirant la magnífica vista del paisatge des de la finestra de la seva aula. Narayan va trigar cinc anys en lloc de quatre a graduar-se.
El 1930, obté el seu títol universitari de lletres i ciències humanes. Aleshores està disposat a seguir estudis més llargs, però un amic el convenç que aquesta és, de fet, la millor manera de matar la seva passió per la literatura. Convençut, torna amb la seva àvia (ara a Bangalore) per afinar la seva ploma. Gràcies als esforços del seu pare, Narayan aconsegueix una càtedra a Chennapatna. Va ser una experiència molt curta i desastrosa, després de la qual va esdevenir més decidit que maig a convertir-se en escriptor. Després d'uns quants treballs ocasionals, Narayan treballa com a reporter a The Justice, un diari de Chennai on s'especialitza en casos d'assassinat. Finalment, atura aquest treball mentre es concentra en la seva ficció.
El 1933 es va casar. Enamorat de Rajam, Narayan decideix audaçment casar-se sense demanar consell als seus pares, i anuncia personalment les seves intencions al pare de la seva futura esposa. Els signes astrològics semblen favorables (pertanyen a la mateixa casta i a la mateixa procedència social), però malauradament l'astròleg anuncia que els seus horòscops són incompatibles. El casament gairebé es cancel·la, però finalment un altre astròleg més optimista permet el seu matrimoni.
El 1935, Narayan va publicar el seu primer llibre, Swami and Friends, una descripció fictícia de la seva infantesa. Després d'algunes dificultats per publicar les seves obres, va rebre l'ajuda de l'escriptor Graham Greene, que va llegir els seus manuscrits i el va recomanar a un editor de Londres. Les ressenyes són bones, però les vendes són bastant dolentes. Aquest tipus de coses van passar amb pràcticament tots els llançaments de les seves primeres novel·les, però gràcies a les recomanacions de Greene, un nou editor li va donar una altra oportunitat.
El 1937 va morir el pare de Narayan, deixant la família amb problemes econòmics. Narayan troba una feina que implica viatjar per l'estat de Mysore per escriure un llibre de turisme per al govern local. Anant de la vora del mar als cims de les muntanyes, visita els temples, la selva i està molt atent a les llegendes de les quals la gent li parla. El seu llibre està imprès, però els contractes es perden en la paperassa i maig se li va pagar per la seva feina.
L'any 1939, el desastre esclata després d'anys de matrimoni: la seva dona mor de febre tifoide. Commocionat per aquesta tragèdia que descriu a la seva novel·la més autobiogràfica The English Teacher, Narayan intenta llavors contactar amb la seva dona amb l'ajuda d'un mèdium, i llavors es preocupa més per l'espiritisme que per l'escriptura.
El 1942 aviat es va convertir en l'editor de la seva pròpia revista literària, Hindu Thought. Publica una història sense sentit escrita per al seu propietari a canvi d'un lloguer, però es rendeix quan s'adona que val més tenir els seus escrits impresos en altres revistes.
El 1944 es va publicar The English Teacher i Narayan va tornar a la seva carrera d'escriptor. Durant anys, segueix escrivint novel·les i contes amb un objectiu una mica més crític que les seves altres novel·les. Narayan situa els seus personatges a la ciutat de Malgudi, una versió ficcionada de Mysore, on examina els conflictes interns dels seus herois ordinaris i de classe mitjana. Narayan fa un ús extensiu de l'estil indirecte lliure així com del corrent de consciència. A poc a poc va sent conegut arreu del món i aconsegueix guanyar un grapat de lectors fidels.
El 1956, la seva filla Hema es va casar i va anar a viure amb el seu marit. A partir d'aquell dia, Narayan va començar a viatjar a l'estranger i va passar llargues estades a Nova York. Publica el seu diari on relata el viatge que ha fet, My Dateless Diary, i les següents novel·les es publiquen a Nova York.
L'any 1976 publica El pintor de signes. Durant aquests anys deixa de publicar novel·les, però es dedica a altres projectes; com la seva autobiografia My Days assaigs i adaptacions de poemes èpics indis, el Ramayana i el Mahabharata.
El 1982, va ser promogut membre honorari de l'Acadèmia Americana de les Arts i les Lletres. El 1992, es publica el seu darrer treball, un recull de contes titulat El conte de la meva àvia.
El 13 de maig de 2001, R.K. Narayan mor d'una complicació cardiovascular a Chennai, la ciutat on va néixer.

## Obra

### Novel·les

#### Trilogia de novel·lesMalgudi Days
- Swami and Friends (1935)
- The Bachelor of Arts (1937)
- The English Teacher (1945)

#### Altres novel·les
- The Dark Room (1938)
- Mysore (1939)
- Mr. Sampath: the Printer of Malgudi (1948)
- The Financial Expert (1952)
- Waiting for the Mahatma (1955)
- The Man-Eater of Malgudi (1961)
- The Vendor of Sweets (1967)
- The Painter of Signs (1976)
- Talkative Man (1985)
- The World of Nagaraj (1990)
- The Abduction of Sita (2006), publicació pòstuma

### Col·leccions de novel·les curtes
- Dadu and Other Stories (1943)
- Cyclon and Other Stories (1944)
- An Astrologer's Day (1947)
- Lawley Road (1956)
- Paradise Now (1961)
- Gods Demons and Others (1965)
- A Horse and Two Goats (1970)
- Malgudi Days (1982)
- Under the Banyan Tree: an Other Stories (1985)
- The Grandmother's Tale (1992)
- Salt and Sawdust (1993)
- Indian Epics Retold (1995)
- A Breath of Lucifer (2011), publicació pòstuma

### Assajos
- Next Sunday (1960)
- Reluctant Guru (1974)
- A Guió's Nightmare (1988)
- A Story-Teller's World (1989)
- The Guióly Life (2001)

### Memòries
- My Days (1974)